# Solnahallen
El Solnahallen es un pabellón de baloncesto en la municipalidad de Solna, Provincia de Estocolmo, en Suecia, tiene capacidad para alrededor de 2000 personas. Sirve como la sede para los vikingos de Solna. 
El 26 de septiembre de 1986 Metallica tocó aquí su último concierto con el bajista Cliff Burton, un día antes de que Burton muriera en un accidente de autobús.